# Расселл, Кери
Ке́ри Линн Ра́сселл (англ. Keri Lynn Russell; род. 23 марта 1976, Фаунтин-Валли, Калифорния, США) — американская актриса. Известность ей принесла роль Фелисити Портер в телесериале «Фелисити» (1998—2002), за которую она получила премию «Золотой глобус».
Расселл также известна по работе в таких фильмах, как «Мы были солдатами» (2002), «Миссия невыполнима 3» (2006), «Официантка» (2007), «Август Раш» (2008), «Планета обезьян: Революция» (2014) и «Свободный штат Джонса» (2016). С 2013 по 2018 год она исполняла роль агента КГБ Элизабет Дженнингс в телесериале «Американцы», принёсшую ей номинации на прайм-тайм премию «Эмми» и «Золотой глобус». Обладательница именной звезды на Голливудской «Аллее славы».

## Биография
Кери Расселл родилась в Фаунтин-Вэлли, Калифорния, в семье домохозяйки Стефани Расселл (урождённой Стивенс) и Дэвида Расселла, руководителя компании Nissan. У неё есть старший брат Тодд и младшая сестра Джулия. Расселл росла в Коппелле, Техас; Месе, Аризона, и в Хайлендс-Рэнч, Колорадо, часто переезжая из-за занятости отца. Она посещала танцевальную студию в Денвере.
Впервые Расселл появилась в актёрском составе шоу «Клуб Микки Мауса» канала Disney Channel. В шоу участвовала с 1991 по 1993 год, вместе с Кристиной Агилерой, Бритни Спирс, Джастином Тимберлейком и Райаном Гослингом. В 1992 году появилась в комедии «Дорогая, я увеличил ребёнка», вместе с Риком Моранисом, а в 1993 году в ситкоме «Парень знакомится с миром». В 1995 году появилась в эпизоде сериала «Женаты… с детьми».
С 1998 по 2002 год Расселл снималась в главной роли в сериале «Фелисити». За роль Фелисити Портер актриса в 1999 году получила премию «Золотой глобус». Во время трансляции шоу она появилась в ограниченном релизе фильмов «Восемь дней в неделю», «Кривая» и «Безумное мамбо». Следующей её ролью стала жена американского военнослужащего в фильме «Мы были солдатами». Картина вышла в марте 2002 года, за два месяца до окончания «Фелисити».
С 2013 по 2018 год Расселл исполняла главную роль в сериале «Американцы».

## Личная жизнь
С 2007 по 2014 год Расселл была замужем за подрядчиком Шейном Дири. У бывших супругов есть двое детей — сын Ривер Расселл Дири (род. 9 июня 2007) и дочь Уилла Лу Дири (род. 27 декабря 2011).
В 2014 году Расселл начала встречаться с актёром Мэттью Ризом, партнёром по сериалу «Американцы». Приблизительно в 2021 году они поженились. У супругов есть сын — Сэм Эванс (род. в мае 2016).

## Фильмография
| Год       |    | Русское название                  | Оригинальное название            | Роль                                                        |
| --------- | -- | --------------------------------- | -------------------------------- | ----------------------------------------------------------- |
| 1992      | ф  | Дорогая, я увеличил ребёнка       | Honey I Blew Up the Kid          | Мэнди Парк                                                  |
| 1993      | с  | Парень познаёт мир                | Boy Meets World                  | Джессика                                                    |
| 1993      | с  | Изумрудная бухта                  | Emerald Cove                     | Андреа Маккинси                                             |
| 1994      | с  | Папины дочки                      | Daddy's Girls                    | Фиби Уокер                                                  |
| 1995      | с  | Женаты… с детьми                  | Married with Children            | Эйприл Адамс                                                |
| 1995      | тф | Клерки                            | Clerks.                          | Сандра                                                      |
| 1996      | тф | Соблазнение няни                  | The Babysitter's Seduction       | Мишель Уинстон                                              |
| 1996      | с  | Побережье Малибу                  | Malibu Shores                    | Хлое Уокер                                                  |
| 1996      | тф | Лотерея                           | The Lottery                      | Фелис Данбар                                                |
| 1997      | ф  | Восемь дней в неделю              | Eight Days a Week                | Эрика                                                       |
| 1997      | тф | Когда потеряна невинность         | When Innocence Is Lost           | Эрика Френч                                                 |
| 1997      | с  | Седьмое небо                      | 7th Heaven                       | Камилла                                                     |
| 1997      | с  | Рёв                               | Roar                             | Клэр                                                        |
| 1998      | ф  | Улыбка мертвеца                   | Dead Man's Curve                 | Эмма                                                        |
| 1999      | тф | Улица Сезам: Золушка Элмо         | Cinderelmo                       | принцесса                                                   |
| 2000      | ф  | Без ума от Мамбо                  | Mad About Mambo                  | Люси Маклоглин                                              |
| 2002      | ф  | Мы были солдатами                 | We Were Soldiers                 | Барбара Джегеган                                            |
| 1998—2002 | с  | Фелисити                          | Felicity                         | Фелисити Портер                                             |
| 2005      | ф  | Видимость гнева                   | The Upside of Anger              | Эмили Вулфмейер                                             |
| 2005      | тф | Обыкновенная магия                | The Magic of Ordinary Days       | Оливия Данн-Синглтон                                        |
| 2005      | с  | На Запад                          | Into the West                    | Наоми Уилер                                                 |
| 2006      | ф  | Миссия невыполнима 3              | Mission: Impossible III          | Линдсей Фэррис                                              |
| 2006      | ф  | Каннибал из Ротенбурга            | Rohtenburg                       | Кейти Армстронг                                             |
| 2007      | ф  | Официантка                        | Waitress                         | Дженна Хантерсон                                            |
| 2007      | с  | Клиника                           | Scrubs                           | Мелоди О’Харра                                              |
| 2007      | ф  | Девушка в парке                   | The Girl in the Park             | Селеста                                                     |
| 2007      | ф  | Август Раш                        | August Rush                      | Лила Новачек                                                |
| 2008      | ф  | Сказки на ночь                    | Bedtime Stories                  | Джилл / училка-русалка / злая ворона / королева фей Джильям |
| 2009      | мф | Чудо-женщина                      | Wonder Woman                     | Чудо-женщина                                                |
| 2009      | ф  | Травка                            | Leaves of Grass                  | Джанет                                                      |
| 2010      | ф  | Крайние меры                      | Extraordinary Measures           | Эйлин Кроули                                                |
| 2010—2011 | с  | Укрощение Уайлда                  | Running Wilde                    | Эмми Кадубич                                                |
| 2012      | ф  | Козы                              | Goats                            | Джуди                                                       |
| 2013      | ф  | Остинленд                         | Austenland                       | Джейн Хейс                                                  |
| 2013      | ф  | Мрачные небеса                    | Dark Skies                       | Люси Барретт                                                |
| 2013      | с  | Замедленное развитие              | Arrested Development             | Уидоу Карр                                                  |
| 2013—2018 | с  | Американцы                        | The Americans                    | Элизабет Дженнингс                                          |
| 2014      | ф  | Планета обезьян: Революция        | Dawn of the Planet of the Apes   | Элли                                                        |
| 2016      | ф  | Свободный штат Джонса             | The Free State of Jones          | Серена Найт                                                 |
| 2019      | ф  | Звёздные войны: Скайуокер. Восход | Star Wars: The Rise of Skywalker | Зорри Блисс                                                 |
| 2021      | ф  | Оленьи рога                       | Antlers                          | Джулия Медоуз                                               |
| 2023      | ф  | Кокаиновый медведь                | Cocaine Bear                     | Сари                                                        |
| 2023      | с  | Экстраполяции                     | Extrapolations                   | Оливия Дрю                                                  |
| 2023      | с  | Дипломатка                        | The Diplomat                     | Кейт Уолер, новый посол США в Великобритании                |
| 2024      | ки | Open Roads                        | Open Roads                       | Опал Дивайн                                                 |

## Театр
| Год  | Название на русском | Оригинальное название | Роль      | Площадка          | Примечания  |
| ---- | ------------------- | --------------------- | --------- | ----------------- | ----------- |
| 2004 | Жирная свинья       | Fat Pig               | Джинни    | Театр «Music Box» | Офф-Бродвей |
| 2019 | Сожги это           | Burn This             | Анна Манн | Театр Хадсона     | Бродвей     |

## Награды и номинации
| Год  | Ассоциация                               | Категория                                                    | Работа                      | Результат |
| ---- | ---------------------------------------- | ------------------------------------------------------------ | --------------------------- | --------- |
| 1993 | Премия «Молодой актёр»                   | Лучший молодой ансамбль в молодёжном сериале или варьете-шоу | Клуб Микки Мауса            | Номинация |
| 1993 | Премия «Молодой актёр»                   | Лучшая молодая актриса второго плана в фильме                | Дорогая, я увеличил ребёнка | Номинация |
| 1999 | Премия «Золотой глобус»                  | Лучшая женская роль в телевизионном телесериале — драма      | Фелисити                    | Победа    |
| 1999 | Премия «Выбор подростков»                | Choice TV: Актриса                                           | Фелисити                    | Номинация |
| 1999 | Премия «Выбор подростков»                | Choice TV: Прорыв                                            | Фелисити                    | Победа    |
| 2000 | Премия «Выбор подростков»                | Choice TV: Актриса                                           | Фелисити                    | Номинация |
| 2001 | Премия «Выбор подростков»                | Choice TV: Актриса                                           | Фелисити                    | Номинация |
| 2002 | Премия «Выбор подростков»                | Choice TV: Актриса драматического сериала                    | Фелисити                    | Номинация |
| 2005 | Премия «Спутник»                         | Лучшая актриса в мини-сериале или телефильме                 | Обыкновенная магия          | Номинация |
| 2006 | Премия «Выбор подростков»                | Movies – Choice Actress: Drama/Action Adventure              | Миссия невыполнима 3        | Номинация |
| 2008 | Премия «Выбор подростков»                | Choice Movie Actress: Drama                                  | Август Раш                  | Номинация |
| 2013 | Премия «Выбор телевизионных критиков»    | Лучшая женская роль в драматическом сериале                  | Американцы                  | Номинация |
| 2013 | Премия «Women's Image Network»           | Лучшая женская роль в драматическом сериале                  | Американцы                  | Номинация |
| 2014 | Премия «Выбор телевизионных критиков»    | Лучшая женская роль в драматическом сериале                  | Американцы                  | Номинация |
| 2014 | Премия «Спутник»                         | Лучшая женская роль в драматическом сериале                  | Американцы                  | Номинация |
| 2014 | Премия «Сатурн»                          | Лучшая актриса на телевидении                                | Американцы                  | Номинация |
| 2015 | Премия «Выбор телевизионных критиков»    | Лучшая актриса в драматическом сериале                       | Американцы                  | Номинация |
| 2015 | Премия «Спутник»                         | Лучшая женская роль в драматическом сериале                  | Американцы                  | Победа    |
| 2016 | Прайм-тайм премия «Эмми»                 | Лучшая женская роль в драматическом сериале                  | Американцы                  | Номинация |
| 2016 | Премия Ассоциации телевизионных критиков | Личные достижения в драме                                    | Американцы                  | Номинация |
| 2017 | Премия «Выбор телевизионных критиков»    | Лучшая женская роль в драматическом сериале                  | Американцы                  | Номинация |
| 2017 | Премия «Золотой глобус»                  | Лучшая женская роль в телевизионном телесериале — драма      | Американцы                  | Номинация |
| 2017 | Премия «Выбор народа»                    | Любимая актриса на кабельном телевидении                     | Американцы                  | Номинация |
| 2017 | Прайм-тайм премия «Эмми»                 | Лучшая женская роль в драматическом сериале                  | Американцы                  | Номинация |
| 2018 | Премия Ассоциации телевизионных критиков | Личные достижения в драме                                    | Американцы                  | Победа    |
| 2018 | Прайм-тайм премия «Эмми»                 | Лучшая женская роль в драматическом сериале                  | Американцы                  | Номинация |
| 2019 | Премия «Золотой глобус»                  | Лучшая женская роль в телевизионном телесериале — драма      | Американцы                  | Номинация |
| 2019 | Премия «Выбор телевизионных критиков»    | Лучшая женская роль в драматическом сериале                  | Американцы                  | Номинация |
| 2019 | Премия «Спутник»                         | Лучшая женская роль в драматическом сериале                  | Американцы                  | Номинация |
| 2019 | Премия Гильдии киноактёров США           | Лучший актёрский состав в драматическом сериале              | Американцы                  | Номинация |